# Горина, Антонина Фердинандовна
Антонина Фердинандовна Горина (11 июня 1905 — 22 ноября 1982) — советская спортсменка, тренер по теннису. Мастер спорта СССР по теннису и лыжным гонкам.

## Биография
Родилась в 1905 году. В юности увлеклась лыжными гонками. Выступала за московские спортивные клубы РККА и ЦДКА. Начала заниматься теннисом с подачи своего мужа Дмитрия Горина.
Финалист чемпионатов СССР по теннису (1947 — в одиночном разряде; 1944 — в парном разряде). Абсолютная чемпионка Украинской ССР (1937), чемпионка Украинской ССР (1940) в одиночном и парном разрядах, финалистка чемпионатов Украинской ССР (1938 — лето и зима) в одиночном разряде. Чемпионка города Москва (1950) в миксте, финалист чемпионатов Москвы (1944, 1947-48 — лето) в одиночном разряде и (1947 — зима и лето) в парном разряде. Чемпионка РККА (1938), финалист чемпионата РККА (1937) в одиночном разряде. Чемпионка ЦДКА (1941, 1947—1948) в одиночном разряде и Вооруженных Сил СССР (1947—1948) в одиночном и парном разрядах, абсолютная чемпионка Вооруженных Сил СССР (1949), финалист чемпионата Вооруженных Сил СССР (1947) в миксте. В 1943—51 гг. входила в десятку сильнейших теннисисток СССР.
В 1950 году выполнила норматив Мастера спорта СССР по теннису, а в 1943 году — по лыжным гонкам.
Занималась тренерской работой с 1943 года. Среди её подопечных — её родная дочь Л. Д. Преображенская, теннисистка, Заслуженный тренер РСФСР.
Умерла в 1982 году. Похоронена на Кунцевском кладбище в Москве.

### Семья
Супруг — Д. П. Горин, дочери — Л. Д. Преображенская, А. Д. Гранатурова.